# Estación Ciudad Ingeniero Pablo Nogués
Ciudad Ingeniero Pablo Nogués es una estación ferroviaria ubicada en la localidad homónima, en el partido de Malvinas Argentinas, Provincia de Buenos Aires, Argentina.

## Servicios
Es una estación intermedia del servicio diésel metropolitano que se presta entre las estaciones Retiro y Villa Rosa. Con un servicio estimado para 6500 pasajeros diarios.

## Remodelación 2021

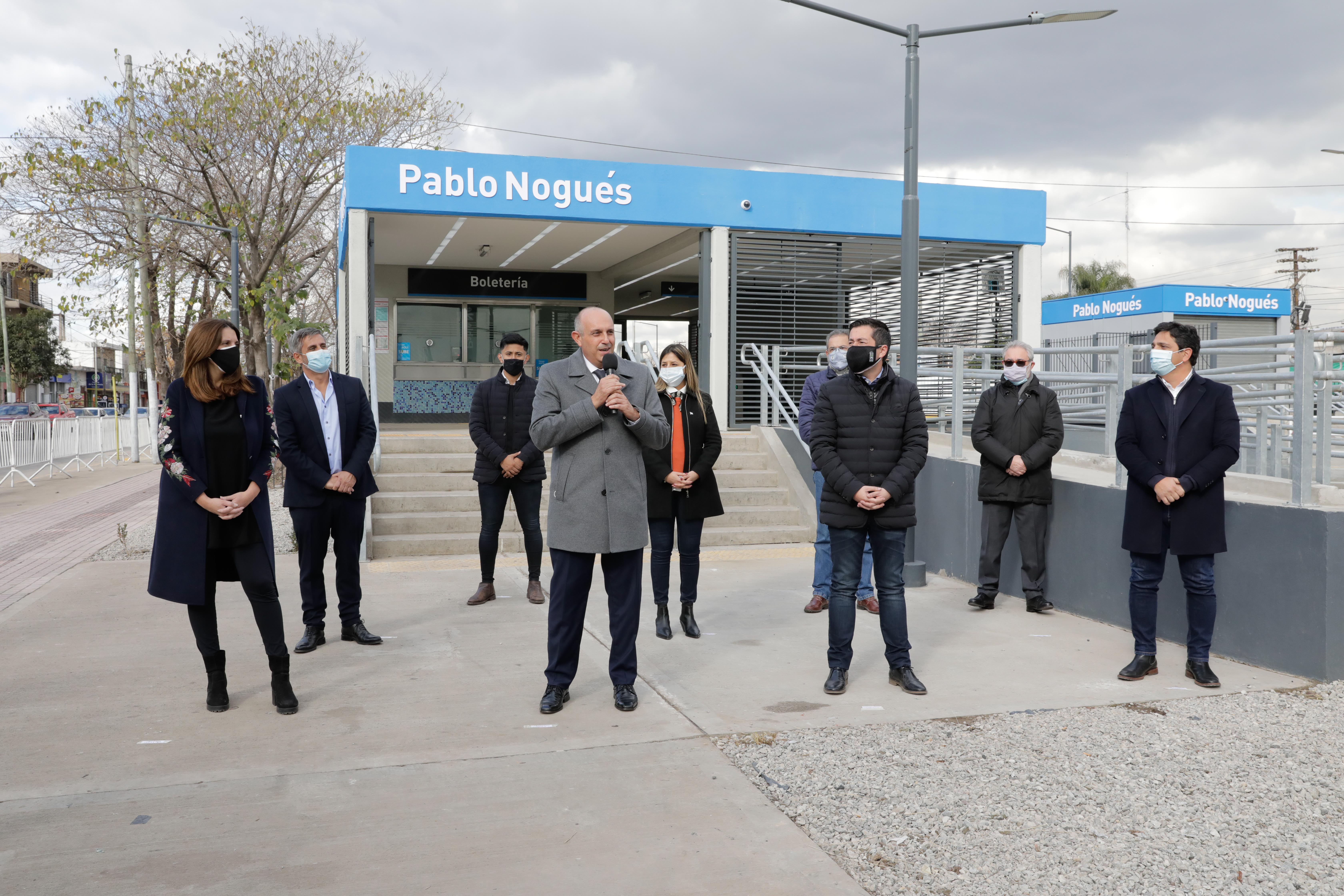
Funcionarios en la inauguración de la estación remodelada Ciudad Ingeniero Pablo Nogués en 2021

El 18 de junio de 2021, luego de haberse iniciado las obras de remodelación en marzo de 2018 y paralizado por motivos presupuestarios en marzo de 2019; se reinaugura la estación ferroviaria Ciudad Ingeniero Pablo Nogués.
Los trabajos de infraestructura realizados en la estación contemplaron la elevación de andenes, instalación de sistemas de audio y video, renovación de instalación eléctrica general. Artefactos LED en andenes, cerramientos perimetrales, renovación de accesos y la adecuación para personas con movilidad reducida, remodelación de refugios, renovación de boletería y módulos SUBE, construcción de sanitarios nuevos, instalación de nueva señalética y mobiliario, pintura general y renovación de pasos peatonales linderos a la estación.
Los trabajos para la renovación de la estación Pablo Nogués contaron con una inversión $205 millones y se desarrollan en el marco del Plan de Modernización del Transporte Ferroviario de Pasajeros.
Participaron de la inauguración el ministro de Transporte, Alexis Guerrera, el intendente de Malvinas Argentinas, Leonardo Nardini, y el presidente de Trenes Argentinos Operaciones y Trenes Argentinos Infraestructura, Martin Marinucci, el presidente de Ferrovías, Héctor Cimo, el Secretario de Juventud de la Unión Ferroviaria, Luciano Sasia; entre otros.

## Toponimia

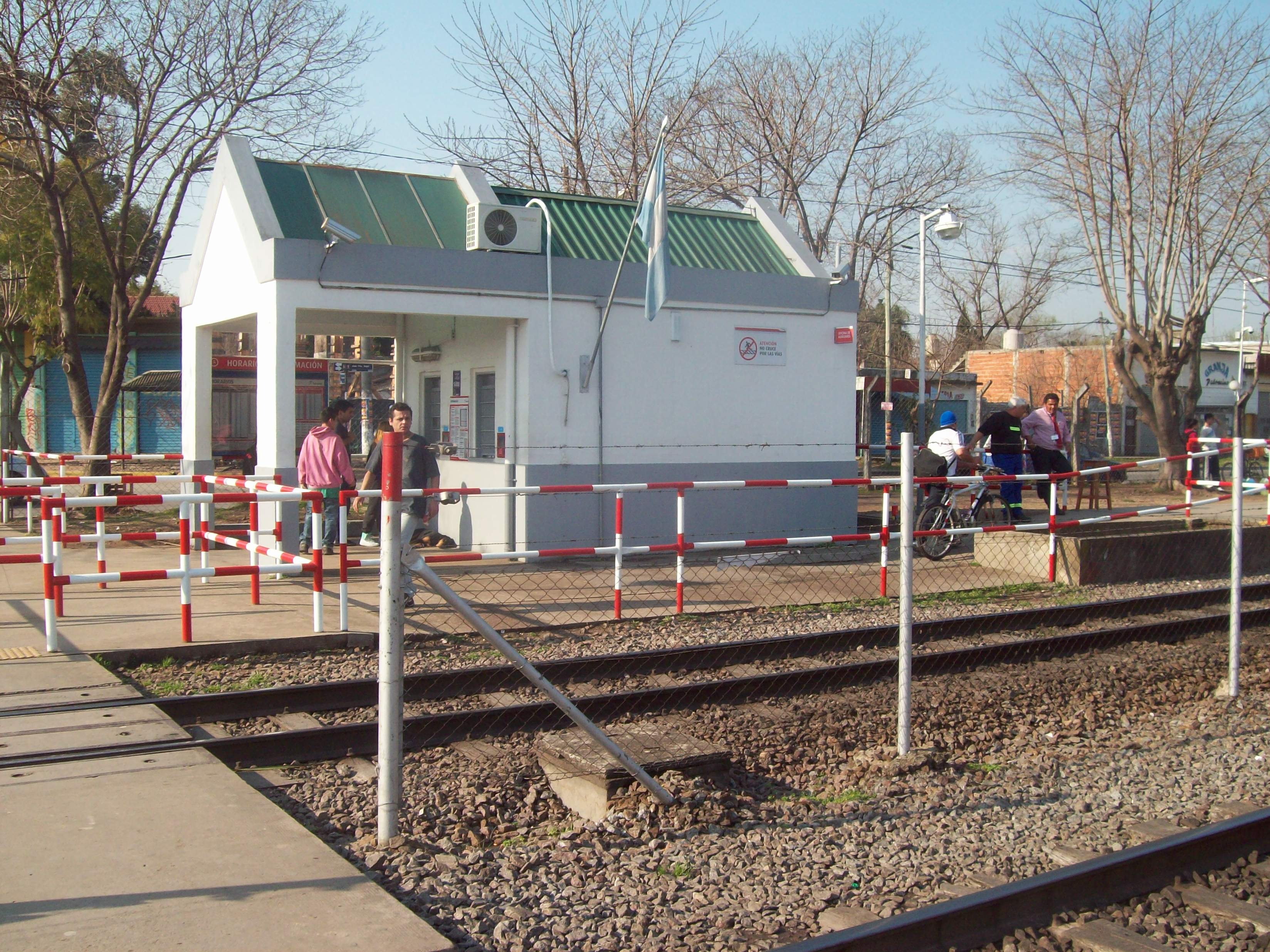
Estación Ingeniero Pablo Nogués en 2013

El ingeniero Pablo Nogués fue administrador de los Ferrocarriles del Estado, y en reconocimiento a su labor al frente de dicho organismo se nombró así la estación.
Según la Resolución 812/2022 del Ministerio de Transporte fue cambiado el nombre de la estación a Ciudad Ingeniero Pablo Nogués